# アブキールベイ
アブキールベイ（欧字名:Abu Qir Bay、2022年3月19日 - ）は、日本の競走馬。主な勝ち鞍は2025年の葵ステークス。
馬名の意味はエジプトのアブキール湾。

## 経歴

### 2歳（2024年）
7月21日福島芝1200mの2歳新馬戦で石川裕紀人を鞍上に迎え、道中好位の4・5番手追走から直線で鋭く脚を伸ばすと先に抜け出したヴィンブルレーを外から差し切ってデビュー戦を勝利で飾る。重賞初挑戦となった9月1日のGIII小倉2歳ステークスでは好位追走も直線で伸びを欠きエイシンワンドの5着に敗れると、続く10月5日のりんどう賞（1勝クラス）でも6着に終わる。11月30日に行われたさざんか賞（1勝クラス）は中団のインからしぶとく脚を伸ばしルクスレゼルヴァの2着に入った。

### 3歳（2025年）
1月25日の萌黄賞（1勝クラス）では道中中団で脚を溜め、直線で懸命に追い上げると先に抜け出したレイピアを内から差し切り2勝目をマークする。2月23日に行われたリステッド競走・マーガレットステークスでは中団やや後方で待機して末脚にかけるもポッドベイダーの6着に敗れる。5月31日の葵ステークスでは16頭立ての15番人気という低評価で出走し、レースでは中団追走から最後の直線で外から追い込み各馬をまとめて差し切り勝ちして重賞初制覇を果たすとともに、鞍上の岩田望来は25歳の誕生日を勝利で飾った。

## 競走成績
以下の内容は、JBISサーチおよびnetkeiba.comに基づく。
| 競走日     | 競馬場 | 競走名        | 格   | 距離（馬場）  | 頭 数 | 枠 番 | 馬 番 | オッズ （人気） | 着順 | タイム （上り3F） | 着差 | 騎手          | 斤量 [kg] | 1着馬（2着馬）     | 馬体重 [kg] |
| ---------- | ------ | ------------- | ---- | ------------- | ----- | ----- | ----- | --------------- | ---- | ----------------- | ---- | ------------- | --------- | ------------------ | ----------- |
| 2024.07.21 | 福島   | 2歳新馬       |      | 芝1200m（良） | 11    | 8     | 11    | 003.20（2人）   | 01着 | R1:11.0（35.0）   | -0.1 | 0石川裕紀人   | 55        | （ヴィンブルレー） | 412         |
| 0000.09.01 | 中京   | 小倉2歳S      | GIII | 芝1200m（重） | 13    | 3     | 3     | 035.9（10人）   | 05着 | R1:09.6（34.7）   | -0.6 | 0西塚洸二     | 55        | エイシンワンド     | 408         |
| 0000.10.05 | 京都   | りんどう賞    | 1勝  | 芝1400m（良） | 10    | 7     | 9     | 010.50（5人）   | 06着 | R1:22.2（34.4）   | -0.4 | 0岩田望来     | 55        | ヴーレヴー         | 410         |
| 0000.11.30 | 京都   | さざんか賞    | 1勝  | 芝1200m（良） | 9     | 1     | 1     | 007.20（4人）   | 02着 | R1:09.4（34.0）   | -0.3 | 0岩田望来     | 55        | ルクスレゼルヴァ   | 416         |
| 2025.01.25 | 小倉   | 萌黄賞        | 1勝  | 芝1200m（良） | 12    | 8     | 11    | 014.40（6人）   | 01着 | R1:08.9（34.7）   | -0.1 | 0岩田望来     | 55        | （レイピア）       | 406         |
| 0000.02.23 | 京都   | マーガレットS | L    | 芝1200m（良） | 8     | 5     | 5     | 019.10（7人）   | 06着 | 01:10.2（33.9）   | -0.6 | 0O.ルメートル | 55        | ポッドベイダー     | 418         |
| 0000.05.31 | 京都   | 葵S           | GIII | 芝1200m（良） | 16    | 4     | 8     | 060.5（15人）   | 01着 | 01:08.3（33.6）   | -0.1 | 0岩田望来     | 55        | （クラスペディア） | 420         |
| 0000.07.06 | 小倉   | 北九州記念    | GIII | 芝1200m（良） | 18    | 7     | 14    | 014.30（7人）   | 03着 | R1:07.9（34.7）   | -0.1 | 0坂井瑠星     | 53        | ヤマニンアルリフラ | 408         |

- 競走成績は2025年7月6日現在

## 血統表
| アブキールベイの血統          | アブキールベイの血統                            | アブキールベイの血統                            | （血統表の出典）                                | （血統表の出典）     |
| 父系                          | フォーティナイナー系                            | フォーティナイナー系                            | フォーティナイナー系                            | [ § 2 ]              |
| 父 ファインニードル 2013 鹿毛 | 父の父アドマイヤムーン 2003 鹿毛                | *エンドスウィープ                               | *フォーティナイナー                             | *フォーティナイナー  |
| 父 ファインニードル 2013 鹿毛 | 父の父アドマイヤムーン 2003 鹿毛                | *エンドスウィープ                               | Broom Dance                                     |                      |
| 父 ファインニードル 2013 鹿毛 | 父の父アドマイヤムーン 2003 鹿毛                | マイケイティーズ                                | *サンデーサイレンス                             | *サンデーサイレンス  |
| 父 ファインニードル 2013 鹿毛 | 父の父アドマイヤムーン 2003 鹿毛                | マイケイティーズ                                | *ケイティーズファースト                         |                      |
| 父 ファインニードル 2013 鹿毛 | 父の母*ニードルクラフト 2002 栗毛               | Mark of Esteem                                  | Darshaan                                        | Darshaan             |
| 父 ファインニードル 2013 鹿毛 | 父の母*ニードルクラフト 2002 栗毛               | Mark of Esteem                                  | Homage                                          |                      |
| 父 ファインニードル 2013 鹿毛 | 父の母*ニードルクラフト 2002 栗毛               | Sharp Point                                     | *ロイヤルアカデミーⅡ                            | *ロイヤルアカデミーⅡ |
| 父 ファインニードル 2013 鹿毛 | 父の母*ニードルクラフト 2002 栗毛               | Sharp Point                                     | Nice Point                                      |                      |
| 母 アゴベイ 2016 鹿毛         | 母の父ハーツクライ 2001 鹿毛                    | *サンデーサイレンス                             | Halo                                            | Halo                 |
| 母 アゴベイ 2016 鹿毛         | 母の父ハーツクライ 2001 鹿毛                    | *サンデーサイレンス                             | Wishing Well                                    |                      |
| 母 アゴベイ 2016 鹿毛         | 母の父ハーツクライ 2001 鹿毛                    | アイリッシュダンス                              | *トニービン                                     | *トニービン          |
| 母 アゴベイ 2016 鹿毛         | 母の父ハーツクライ 2001 鹿毛                    | アイリッシュダンス                              | *ビューパーダンス                               |                      |
| 母 アゴベイ 2016 鹿毛         | 母の母*コージーベイ 2005 鹿毛                   | Storm Cat                                       | Storm Bird                                      | Storm Bird           |
| 母 アゴベイ 2016 鹿毛         | 母の母*コージーベイ 2005 鹿毛                   | Storm Cat                                       | Terlingua                                       |                      |
| 母 アゴベイ 2016 鹿毛         | 母の母*コージーベイ 2005 鹿毛                   | Composure                                       | Touch Gold                                      | Touch Gold           |
| 母 アゴベイ 2016 鹿毛         | 母の母*コージーベイ 2005 鹿毛                   | Composure                                       | Party Cited                                     |                      |
| 母系(F-No.)                   | コージーベイ(USA)系(FN:9-b)                     | コージーベイ(USA)系(FN:9-b)                     | コージーベイ(USA)系(FN:9-b)                     | [ § 3 ]              |
| 5代内の近親交配               | サンデーサイレンス：M3×S4、Crimson Saint：S5×M5 | サンデーサイレンス：M3×S4、Crimson Saint：S5×M5 | サンデーサイレンス：M3×S4、Crimson Saint：S5×M5 | [ § 4 ]              |
| 出典                          | 1. 2. 3. 4.                                     | 1. 2. 3. 4.                                     | 1. 2. 3. 4.                                     | 1. 2. 3. 4.          |

- 3代母Composureは2003年サンタアニタオークス、ラスヴァージネスステークス勝ち馬。